# Multia
Multia [ˈmultiɑ] (schwedisch historisch: Muldia) ist eine Gemeinde mit 1477 Einwohnern (Stand 31. Dezember 2022) in Mittelfinnland.

## Geographie
Multia liegt im Westen der Landschaft Mittelfinnland, 63 Kilometer nordwestlich von Jyväskylä. Nachbarstädte und -gemeinden sind Saarijärvi im Nordosten, Uurainen im Osten, Petäjävesi im Südosten, Keuruu im Süden und Ähtäri im Westen.
Die Gemarkung von Multia hat eine Fläche von 766 Quadratkilometern, ist aber bei einer bei einer Bevölkerungsdichte von 2,7 Einwohnern pro Quadratkilometer selbst für finnische Verhältnisse sehr dünn besiedelt.
Das Zentrum der Gemeinde ist das Kirchdorf Multia, das auf einer Landenge zwischen den Seen Multianjärvi und Syvänti gelegen ist. Daneben gehören zur Gemeinde die Dörfer Isojärvi-Kopola, Karhila, Linna-Peurala, Nikaranperä, Sahrajärvi, Tarhapää, Väätäiskylä und Vehkoo.
Multia liegt auf dem Suomenselkä, der Wasserscheide, die die Seenplatte Mittelfinnlands von den Ebenen Südösterbottens trennt. Im Gebiet der Gemeinde erreicht diese ausgedehnte Endmoränenserie im Kiiskilänmäki, mit 269 Metern über Normalnull ihre höchste Erhebung, zugleich die höchste Stelle Mittelfinnlands. Weitere nennenswerte Erhebungen sind der Tervavuori (264 Meter) und der Kulhanvuori (260 Meter). Die dünn besiedelte Landschaft des Suomenselkä stellt sich mit ihren zahlreichen Hügeln, Seen und Wasserläufen und noch recht urwüchsigen Wäldern und Sümpfen recht reizvoll dar.

## Geschichte
Verwaltungsmäßig gehörte Multia ursprünglich zum weit ausgedehnten Kirchspiel Ruovesi. 1627 wurde das Gebiet von Multia Teil des Kirchspiels Keuruu, das aus Ruovesi herausgelöst wurde. 1795 löste sich Multia aus Keuruu und wurde 1831 zu einer Kapellengemeinde. 1868 wurde der Ort im Zuge der Neuordnung der Gemeindeverfassungen in eine politische Gemeinde umgewandelt.
Die Einwohnerzahl Multias ist durch die Abwanderung in die Wachstumszentren Finnlands konstant absteigend. Betrug die Einwohnerzahl 1926 noch 4228, wurde 2006 erstmals die 2000-Einwohner-Marke unterschritten.

## Wappen
Beschreibung des Wappens: Im schwarzen  Wappen eine goldene Ameise.

## Politik
Wie in den meisten ländlichen Gegenden Finnlands ist in Multia die Zentrumspartei die stärkste Partei. Bei den Kommunalwahlen 2008 erhielt sie knapp die Hälfte der Stimmen. Im Gemeinderat, der höchsten Entscheidungsinstanz bei lokalen Angelegenheiten, stellt sie acht von 21 Abgeordneten. Zweitgrößte Fraktion sind die Sozialdemokraten mit vier Sitzen, gefolgt von der dritten großen Partei des Landes, der Nationalen Sammlungspartei mit zwei Abgeordneten. Weiterhin im Gemeinderat vertreten sind das Linksbündnis, die Christdemokraten und der Grüne Bund mit jeweils einem Sitz.
| Partei                    | Wahlergebnis 2008 | Sitze |
| ------------------------- | ----------------- | ----- |
| Zentrumspartei            | 46,6 %            | 8     |
| Sozialdemokraten          | 21,9 %            | 4     |
| Nationale Sammlungspartei | 10,4 %            | 2     |
| Linksbündnis              | 9,3 %             | 1     |
| Christdemokraten          | 5,9 %             | 1     |
| Grüner Bund               | 5,9 %             | 1     |

Das Wappen von Multia zeigt eine gelbe Ameise im schwarzen Feld. Das Wappen wurde 1963 von Ahti Hammar entworfen und leitet sich vom Spitznamen keltiäiset („Gelbe Wiesenameisen“) her, mit dem die Bewohner der Nachbargemeinde Keuruu die Einwohner Multias bedachten.

## Wirtschaft und Infrastruktur
Die wichtigste natürliche Ressource Multias sind seine Wälder, und so ernährt die Forstwirtschaft auch einen großen Anteil der Gemeindebevölkerung. 20 Prozent der erwerbstätigen Einwohner sind im Land- und Forstwirtschaftssektor beschäftigt, weitere 24 Prozent entfallen auf die Weiterverarbeitung. 56 Prozent arbeiten im Dienstleistungssektor. Ein Drittel der Einwohner Multias arbeitet außerhalb der Gemeinde.
Multia liegt an der Kreuzung der Staatsstraße 18 von Jyväskylä nach Vaasa und der Hauptstraße 58 von Kangasala nach Kärsämäki. Diese vereinigen sich im Gemeindezentrum von Multia und folgen circa 20 Kilometer derselben Trasse, ehe sie sich beim Dorf Väätäiskylä wieder trennen. Mit der östlichen Nachbargemeinde Uurainen ist Multia durch die Landstraße 627 verbunden. An das Bahnnetz ist Multia nicht angeschlossen; der nächste Bahnhof liegt in der südlichen Nachbargemeinde Keuruu.

## Kultur und Sehenswürdigkeiten
Die stattliche Holzkirche des Ortes wurde 1796–98 nach Plänen von Matti Åkergren als turmlose Kreuzkirche erbaut; 1846 erfolgte der Umbau zur Langkirche und der Bau des Glockenturms an der Ostseite. Im Kirchhof findet sich ein alter Friedhof und das hölzerne Pfarreigebäude aus dem Jahr 1819. In einem ehemaligen Getreidespeicher ist seit 1957 das Heimatmuseum von Multia untergebracht, in der historischen Mühle Uitamonkoski das einzige Mühlenmuseum Mittelfinnlands.
Die eigentlichen Sehenswürdigkeiten Multias sind jedoch eher in der Natur zu finden. Im Jahr 2004 wurde auf dem Kiiskilänmäki ein 20 m hoher hölzerner Aussichtsturm erbaut, der einen weit reichenden Ausblick auf das landschaftlich reizvolle Umland ermöglicht, das auch durch einige ausgewiesene Naturpfade erschlossen ist.
Seit 1988 ist Multia jährlich Austragungsort der Weltmeisterschaften im Tretschlitten-Fahren.

## Söhne und Töchter
- Urho Karhumäki (1891–1947), Schriftsteller
- Taavi Vilhula (1897–1976), Politiker